# Шаварська Ніна Григорівна
Ні́на Григо́рівна Шава́рська (2 січня 1965, Полтавщина) — українська поетеса, лауреатка міжнародних мистецьких премій імені С. Гулака-Артемовського, В. Симоненка, О. Олеся.

## З життєпису
Проживала на Тульчинщині, з лютого 2001 по літо 2003 року очолювала Тульчинське літературно-мистецьке об'єднання «Оберіг».
Переїхала до Києва. Є ведучою ряду мистецьких програм Національної радіокомпанії України — радіо «Культура».
Брала участь у ХІІІ Фестивалі української культури на Підляшші «Підляська осінь-2004» в листопаді, виступила зі своїми поезіями перед публікою у Більському будинку культури.
Друком вийшло сім її поетичних збірок.
В квітні 2012 року у національній музичній академії України ім. П.Чайковського відбувся її мистецький вечір «Благослови мене, любове».
Пісні на її вірші виконує, зокрема, Городинський Станіслав Станіславович.

## Відзнаки
- Всеукраїнська літературно-мистецька премія імені Миколи Томенка (2025)[1].